# Two to the Power of Love
A Two to the Power of Love Janet Jackson amerikai énekesnő második kislemeze második, Dream Street című albumáról; duett Cliff Richarddal. Ez volt Jackson első dala, ami a Top 100-ba került az Egyesült Királyságban (#83) és a Top 10-be Dél-Afrikában (#7).
Jackson Jesse Borregóval adta elő a dalt a Fame tévésorozat negyedik évadjának egy epizódjában.

## Számlista[2]
7" kislemez (Egyesült Királyság, Japán)
1. Two to the Power of Love
2. Rock N’ Roll

7" kislemez (Hollandia)
1. Two to the Power of Love
2. Fast Girls

12" maxi kislemez (Egyesült Királyság)
1. Two to the Power of Love
2. Rock N’ Roll
3. Don’t Mess Up This Good Thing

## Helyezések
| Slágerlista (1985)        | Legmagasabb helyezés |
| ------------------------- | -------------------- |
| Brit kislemezlista        | 83                   |
| Dél-afrikai eladási lista | 7                    |